# Аугуст Форел
Аугуст Форел (Морж, Швајцарска, 1. септембар 1848 — Иворне, Швајцарска 27. јул 1931) био је швајцарски лекар који је имао докторате из медицине, права и филозофије.

## Биографија
Аугуст Форел је рођен 1. септембра 1848. године на имању „La Gracieuse“ у Моржу, (Швајцарска). Отац Форелов, Виктор Форел, необичног здравља, врло срдачан, али беспримерно упоран и конзервативан, пренео је на свог сина здравље, неисцрпну снагу и издржљивост. Здрављу и телесној свежини Форел је од своје мајке додао богатсво духа и неизмерну доброту душе. Мајка Форелова, рођ. Морен, била је надалеко чувена по свом милосрђу и широком доброчинству. Успомена на високо друштвену личност његове мајке била један од најснажнијих и најуспешнијих подстрека у његовом друштвену стварању.
Аугуст Форел је своју младост провео у врло социјалној средини. Ту се Форел запојио високом друштвеном љубављу, која, црпена са самог животног извора, представља његову најјачу одлику. У таквој средини Форел није имао вршњаке и овако зрела околина разумљиво га је нагонила на самоћу и на размишљања, развијајући, на тај начин, нарочито унутрашњи, мислени живот његове личности. Форел из најраније младости мисли. Религија, o којој му мајка често говори, изазива у његовој души читаву буру мисли која се све више уобличавају у страх од смрти и пакла. Због тога у својој осмој години природно изјављује: „Волео бих, да се нисам никад родио“.
У гимназију у Моржу ступио је у својој 14. години. Он је у то доба толико био лично обрађен, да му је школа, са својим заблудама и једностраним програмом, изгледала право мучење. Форел још од тада почиње c борбом и напором да остварује своју високу личност. Тих, повучен, увек замишљен, он је у школи био изузетак, који је привлачио пажњу другова: звали су га „свецем“, задиркивали, а често и ружили. За време одмора док су се другови прегањали у игри, Форел је обично посматрао пауке, како граде своју мрежу. Био је врло слаб ученик, јер није могао да учи „на памет“: свему је још онда желео да пронађе узрок. Сам Форел признаје, да је школа за њега била права тамница и да је једва полагао испите. И поред претрпаног школског програма, који обећава много, а даје мало, - његову је личност великим делом створила и дала јој ону ненадмашну ознаку његова мајка, која га је научила да истину поштује изнад свега.
Није претерано рећи, да је стварању Форелове друштвене личности у многом допринео живот једне мале животиње, коју је Форел до крајности проучио и у чијој је суштини нашао клицу разумног друштвеног уређења. Мрави су Форелу најизразитије приказали узорни облик друштвене јединке са потпуним одрицањем саможивог развоја. Још од своје 6. године Форел почиње да посматра мраве. У 11. години учинио је прво откриће у обичајима једне врсте мрава (Salenopsis fugax).

### Младост
Од тог доба он не напушта проучавање ових занимљивих животиња, које он много пута узима за углед и ставља их пред људе као узорни облик радних и корисних јединки у једној добро уређеној заједници. Проучавање мрава сачињава за Форела једно од главних занимања. Корисно је због тога истаћи на овом месту, да је у младости на Форелово васпитање најмање утицала школа, a највише два чиниоца: мајка и ентомолошко проучавање.
Тако се у Форелу, још од ране младости, испољава снага његове личности. Циљ му постаје истина, a оружје рад. Нигде није желео да стварније осети истину него у религији, коју у 16. години претреса и у њу се удубљује c највећом вољом. То производи у њему унутрашњу кризу и он отворено изјављује свештенику, на дан конфирмације, да не може прићи хришћанској вери, која великом делом почива на догматизираним претпоставкама. При тој одлуци остаје целога свог живота, што му доноси врло често многе породичне непријатности.
Ни Форел није избегао доба меланхолије и песимизма. У једној својој песмици, коју је написао у 17. години, млади Форел горко се јада да је „истина само један сан, a врлина само празна реч“. Али то остаје само једна привремена погрешна оријентација духа, којој нема места у здравој природи Августа Форела, јер и поред те своје песимистичке изјаве он не заваљује очајно главу међу руке и не рида, него се бори и жели да победи лицемерство, нерад, лаж и свако друго друштвено зло. Форелова девиза постаје „Labor omnia vincit“.
Испит зрелости полаже у Лозани 1866. год, a од 1866. до 1871. године учи медицину у Цириху. Научни рад Форелов несумњиво почиње на ентомолошком пољу и прво дело је написао 1869. године: Посматрање обичаја код Salenopsis fugax. Швајцарско друштво природних наука је расписало 1870. године конкурс за рад o швајцарским мравима. Форел се баци свим својим жаром на проучавање тог предмета и као исход тог марљивог и дубоко научничког рада 1874. године угледало је света велико дело „Швајцарски мрави“, које је наградило и Швајцарско природњачко друштво и Француска Академија Наука. Довољно је рећи, да је Форел овим својим делом утро необично сигурну научничку стазу.
За време Француско-пруског рата 1871. године, Форел је c једном групом својих другова учествовао као добровољац у Ерикуру у Горњој Саони.

### Каријера
Медицину је завршио у Цириху. Највише га је занимала психијатрија и проучавање нервног система. Ta га је грана медицине нарочито одушевљавала, јер му је изгледало, како он каже, да ће у мозгу наћи душу, a не на небу, као што су га у школи учили. Од 1873. до 1878. године био је у Минхену асистент професора анатомије Бернарда дон Гудена, a доцније и приват-доцент. На том положају изумео је нарочити инструмент за проучавање мозга, који је омашком добио име Гуденовог микротома. Форел је у анатомији мозга дао врло много, и захваљујући њему исцрпно су познати многи предели мозга (субталамична област, Лисово тело итд.).
По повратку c једног пута по Западној Индији 1879. године, где је проучавао мраве, Форел је постављен за редовног професора психијатрије на Циришком Универзитету и за управника луднице Биргхелцли. На том положају остао је близу 20 година, до 1898. године. Као управник луднице својом неисцрпном енергијом успео је да ту установу, која се налазила пре његова доласка у врло великом нереду, доведе у завидљив ред. На управи је био у одлуци несаломљив, у примењивању неустрашив, у понашању до крајности строг, у опхођењу необично праведан. Само c тим особинама могао је савладати често непребродне тешкоће. За време управе у лудници води порекло и догађај, који за Форела значи датум. По подстреку једног обичног обућара, Јакова Босара, Форел је постао апстинент. По причању Херко-а то се десило овако: У лудници, где је Форел био управник, радио је обућар Босар. Пијанице, које су излазиле из луднице, убрзо се опет одавале пићу и Форел је у томе био немоћан. Међутим Босар, који је био апстинент, кога год је примио на лечење код своје куће, излечио га је врло успешно. Форела је то необично унижавало. Стога једног дана Форел упита Босара, на који начин лечи пијанице. Босар му да кратак одговор: апстиненцијом, помоћу личног примера. Тако Форел уводи апстиненцију у своју лудницу и постепено постаје апостолом антиалкохоличарског покрета. У тој борби помаже га његова жена Ема рођ. Стенел, c којом се упознао у Минхену, a којом се оженио у својој 36 години. Уосталом и сам Форел врло живо црта утицај, који је на њега вршила његова жена: „Колико скромна и паметна, толико и одана, вешта и радна, моја жена је све оживљавала својим дубоким осећањем за музику и уметност. Њена увек жива доброта зрачила је сама од себе око ње, на болеснике, на нашу децу, на нове придошлице апстиненте, на особље, подразумевајући ту и лекаре. Њена пријатна, стална и тиха веселост, која је без и јадне речи наметала мир, имала је на мене врло велики утицај. Моју жену су сви звали Мамицом, мајком свих“. Г-ђа Форел несумњиво представља јединственог садруга. Форел је увек пита за савет, чита јој своје радове и прво мишљење од ње тражи, готов, често, да га усвоји и да своје радове исправља.
Kao професор, Форел је био необично привлачан својим просто изложеним, a међутим дубоко научничким предавањима. Око себе стварао је, као магијским утицајем, читаве кругове ученика и, на тај начин, надалеко зрачио својим научничким способностима.
И поред професуре и управништа луднице, Форел неуморно ради и изван дужности. Дневни рад му достиже 16 до 18 часова. Он ради чак и за време обеда, недељом и највећим празницима. Бави се анатомијом мозга и 1879. године независно од Хиса поставља теорију неурона. Од необичне су му важности радови из теологије и метафизике, a Бернхајмовим открићима на хипнотизму. Форел је дао полета и само том полету придаје се успех, што хипнотизам заузима данас место у науци. Уз то, он и даље продужава проучавање мрава не само у Швајцарској, него и у Бугарској, Алжиру, Индији, Колумбији, Северној Америци итд.
Поред научничког рада, Форел стиже да учествује и у јавном животу. Стиже на све стране; његовим подстицајем ничу многобројне установе и друштва, он руководи, даје савете, путује, држи предавања и никад не малаксава ни у једном свом покушају. У Форелу почива беспримерна енергија, воља, a нарочито издржљивост. Као врхунац свега долази његова обилна лекарска пракса, јер му, као специјалисти, долазе болесници из свих крајева света. Својим радом, својим односом према људима, својим неизмерним организаторским духом, којим ствара од себе и своје куће главно средиште многог покрета, Форелов живот је добио, збиља, облик мравињака, где се живи у шумном покрету непрестаног и корисног рада и где се ниједан тренутак не пропушта и не баца узалуд.
Несумњиво, да је највећи део Форелове енергије одлазио на апстинентски покрет. Говорити o његову уделу у том покрету значило би писати историју антиалкохолне идеје, јер је Форелово име присно везано за сваки њен успех. Довољно ће бити — да бисмо остали у оквиру овог предговора — рећи, да је Форел био и остаје душа антиалкохолног покрета у Европи, душа необичне истрајности, несаломљиве вере, хуманог оптимизма, који одликује Форела од осталих људи.
1897. године Форел напушта професуру и управништво луднице Биргхелцли. У њему се развија незајажљива жеља за широким реформаторским друштвеним радом. Само силина тог високог осећања могла је да отргне Форела од професорске катедре у 50 тодини живота. Он се прво настањује у Шињи-у код Моржа, a од 1907. године стално живи у Иворну (код Егла).
По свом доласку у Шињи Форел одмах почиње да приводи у дело своје идеје o реформи друштва. Оснива на првом месту са најугледнијим људима Лигу за морални рад, постављену на потпуно демократској основи са широким моралним програмом. Форел у тој установи јасно излаже своје мисли o односу науке и морала, морала и вере. Покушава да изнесе потребу за складним развијањем свих тих душевних тековина. Кроз многобројна Форелова предавања у тој Лиги избијају у свој својој јасноћи његове идеје o педагогији, o моралу, o филозофији, o правима итд. Ту је изложен најизрађенији програм целокупног његовог рада.
Рад у Лиги био је необично плодан, претварајући ту установу у право огњиште једне неизмерне радне снаге, у извор многих корисних тековина. Она постаје расадник многих других установа.
На првом месту оснива се Народни Дом („Maison du peuple“) у коме се развија необично користан рад на народном просвећивању помоћу бесплатних предавања, концерата итд.
Затим се ређају једно за другим разна друга удружења и установе: Друштво за старање над умоболницима, Материнско Удружење, Савез друштава за народно просвећивање са многобројним сеоским секцијама, и под Фореловим мање више непосредним утицајем ничу многобројна хумана друштва, и сувише многобројна да би се могла овде изређати. Две су од тих установа биле необично великог друштвеног замаха: Неутрални ред Добрих Храмовника (Гут-темплера) и Међународни ред за морално васпитање(I. О. Е. К.). - Сва та друштва остају толико привезана за Форелову личност, као да су саставни делови његова живота. Он их храбри, саветује, помаже и сви осећају колико пространа Форелова душа може да обухвати и садржи у себи.
Удубљујући се све више у друштвени морал, у Форелу се уобличавају две идеје: социјалистичка и пацифистичка. Форел је одвајкада приврженик социјализма, интегралног социјализма (само је као такав могао све ово да учини), ма да је у организовану партију ушао тек 1916. године. Последњи крвави ратови и покољ човечанства учинио је од њега још ватренијег пацифисту и он, независно и пре Вудра Вилсона, предлаже Лигу народа.
Оволика делатност на јавном пољу нимало није спречила научни рад. 1900. године написао је књигу Осећаји инсеката (са открићем топохемијског чула код инсеката), затим, књигу Душа и нервни систем, потом издаје Збирку анатомских испитивања мозга и несумњиво најважнији свој рад Полно питање. Последње дело стварно представља дубоку синтезу свих његових моралних, научних и друштвених погледа, само оличење целокупне његове душевне личности.
Оволики исполински напор, удружен са личним бригама и породичним ударима нису, разуме се, оставили његово здравље недирнуто. Форел је изгубио једну кћер и једног сина Едуарда, који је био при крају својих медицинских студија. Свему томе треба додади и артритично наследство и онда се може потпуно разумети узрок артериосклерозе, од које Форел болује. 1912. године сналази га мождана апоплексија, која му доноси парализу десне стране и тешкоћу у говору. Његову гвоздену енергију ни то није могло да заустави у њену полету. Он убрзо, у дубокој старости, успева да доста јасно пише левом руком. Та несрећна болест била би несумњиво узрок неизлечивог очајања и песимизма већине људи док код Форела и његова сопствена болест постаје извор рада: три године после удара он пише необично занимљиву студију o свом сопственом случају „Субјективна посматрања, душевне и нервне способности после мождане тромбозе (апоплексије)“. Такви примери несаломљивог ума преретки су у људској историји. Форел у сваком свом поступку показује колико мало права полаже на себе сама и колико жели да припада човечанству. Не само што је описао лично осећање у својој болести, него је све припремио, да се његов мозак, одмах по смрти, сецира и испита.

## Покрет трезвености у Краљевини Србији
У Краљевини Србији је 1901. године заслугом др Јована Данића првог српског неуропсихијатра, др Милоша Ђ. Поповића и др М. Миљковића основано “Друштво за сузбијање алкохолних пића”. Није утврђено када је (највероватније преко др Јована Данића) оно ступило у везу с др Августом Форелом и Добрим храмовницима, али је карактеристично да је од почетка усвојена организација Добрих храмовника (успостављање ложа) и правило апстиненције (потпуног уздржавања), а одбачено правило темперенције (повременог и умереног пијења). Ко би приступио покрету обавезивао би се да алкохол неће ни узимати, ни справљати, ни другоме давати. Захваљујући материјалној помоћи Добрих храмовника штампан је низ преведених и оригиналних књига и брошура (између осталих „Алкохолизам и лудило“ од др Јована Данића, „О алкохолизму у Србији“ од др Милоша Ђ. Поповића) у којима се указивало на сву погубност пијења алкохола, и везу између алкохола и заразних болести, посебно, туберкулозе. Уз материјалну помоћ Добрих храмовника покренута су два часописа „Трезвеност“ 1908. под уредништвом др Ј. Данића, и „Савезник“ 1910. под уредништвом др М. Ђ. Поповића. Превођени су, или писани, кратки поучно пропагандни позоришни комади, које су изводиле тадашње ђачке дружине („Кобна чаша“, „Мртваци а пијете“ итд.).
Тако је у броју 5. „Савезника“ из Марта 1912. године, објављена једночинка „Црвена заставица“, коју је с француског превела ученица 7. разреда гимназије Вера Петровићева. Једно од четворо лица у овој представи је Мајка (најватренија гутемплерка, која ће се направити старом посувши косу брашном или пудером; на глави има мараму, шал који јој је прекрштен, има дугачку сукњу, пристојну кецељу.) Опис сведочи да је текст био намењен било којој ђачкој дружини.
Трезвењачки покрет брзо се ширио међу средњошколском и студентском омладином. 1912. године бројао је 80 кола са 8.000 чланова (а Србија је тада имала нешто више од 2.500.000 становника). На листи најугледнијих трезвењака био је краљ Петар Први Карађорђевић који је и материјално помагао покрет. За њим Љуба Јовановић-Чупа, уредник листа „Пијемонт“. 1910. године, у оквиру Српског лекарског друштва, основано је Друштво српских лекара апстинената. А посебна ложа основана је и на београдском Универзитету. Први конгрес трезвене омладине одржан у Крагујевцу 22, 23. и 24. априла (по јулијанском календару), одмах по Ђурђевдану, прерастао је у национално славље.
„Па ипак сам и ја био у стању да се одушевим – мада тврде да то код нас апстинената није могуће – па макар и за кратко време, главно је да је то одушевљење било ту и то истинско, од срца, које одавно није тако закуцало и натерало ми румен у иначе бледо лице… И у возу, на повратку, расположењу уз звуке виолина, флаута и лепих песама не беше краја све до Лапова, где се одвојисмо од браће и сестара са нишке пруге… Никад, никад нећу заборавити најлепши уранак у мом животу.“ Написао је безимени учесник.
Према листу „Савезник“ Форел је лично дошао у Београд да би основао Велику српску ложу Добрих храмовника, и за старешину поставио др Јована Данића. У „Савезнику“ је Форел представљен као доктор медицине, права и филозофије, дугогодишњи управник болнице за душевне болести у Цириху, универзитетски професор и ауторитет на подручју хипнозе.
Дословце ево како:
„ПРОФЕСОР Д-Р МЕДИЦИНЕ, ПРАВА И ФИЛОЗОФИЈЕ АВГУСТ ФОРЕЛ. СТАРЕШИНА МЕЂУНАРОДНЕ ЛОЖЕ ДОБРИХ ХРАМОВНИКА (ГУТ-ТЕМПЛЕРА)
„Проф. Форел чију слику данас доносимо, пре три године долазио је у Београд ради оснивања обласне српске ложе. По рођењу је Швајцарац (рођен 1848. гофине) свршио је медицински факултет и био дуго година управник болнице за душевне болести и професор за исте болести у Цириху. Сем ове своје струке бавио се испитивањем хипнотизма у чему важи као први ауторитет. Као природњак и испитивач права такође је стекао светског гласа и признања. Али као борац против алкохола стекао је највеће заслуге. Пре 6 година основао је неутрални гут-темплерски ред коме припада српска велика ложа и савез трезвене младежи. Ради овог посла пропутовао је готово цео стари свет. Данас Форел живи у Иворну у Швајцарској и неуморно ради на нашој великој идеји. Проф. Форел нарочито може послужити омладини као углед човека од рада, поштења, истрајности и необичне воље. Ни највеће несреће које су га у животу сналазиле, као губитак одраслог сина који је такође постао лекар, нису могле сломити његову дивовску снагу и вољу. По његовим речима, благодарећи апстиненцији од алкохола он је у својој дубокој старости у 66-тој година издржљив и способан за рад боље него многи данашњи младићи.“
Средином септембра 1913. у Милану је одржан 14. Међународни конгрес против алкохола, на коме је др Милош Ђ. Поповић одржао предавање “Алкохол у балканском рату”, које је имало огроман одјек. Исте године оно је објављено на француском и немачком језику, а по нарочитом позиву крајем септембра Поповић га је поновио у Сен-Галену, у Швајцарској, па, крајем новембра у Будимпешти у великој Лојдовој дворани, на позив Велике мађарске ложе Добрих Храмовника. Већ у Милану британски генерал сер Џон Евалт и проф. др Август Форел предложили су да се то предавање преведе на све европске језике и као књижица бесплатно додељује сваком војнику.
У Краљевини Србији трезвењачки покрет, захваљујући др Милошу Ђ. Поповићу, убрзо постаје основа за настанак скаутског; што је посебна тема. Јер је, по речима самог Милоша Ђ. Поповића, трезвењачком покрету, ипак, недостајао садржај (навика је по својој природи неповратна: не може да се смањи па ишчезне, може само да је истисне нека друга).
Ратови – два Балканска и Први светски (1912—1918) – неповољно су утицали на рад и трезвењака и скаута, али су дејствовања у том правцу – захваљујући др Милошу Ђ. Поповићу – ипак настављена и у егзилу, у Северној Грчкој, током 1917. године, међу избеглицама, и припадницима српске војске на Солунском фронту. Овога пута, што је и разумљиво, без помоћи Добрих Храмовника, и самог др Августа Форела.
У то доба енглески језик је у Србији је био мало познат, те се уместо енглеског „гуд“, користила немачка реч „гут“ а темплари изговарали и писали као темплери.

## Рад Августа Форела
Рад Августа Форела на науци представља невероватно богату ризницу најразличнијих тековина. Он се прихвата проучавања најразноврснијих питања и сва их победно доводи решењу. И поред те разноврсности рада Форел остаје увек исти. To је могућно само због тога, што кроз свако предузеће говори његова алтруистичка, друштвена личност. Отуд је врло лако познати Форела кроз свако његово дело, ма из које области оно било.
Највиднија, најличнија одлика Августа Форела као научника јесте његова стална и драгоцена тежња, да научне тековине, па ма оне биле и најапстрактније природе, доведе одмах у везу c друштвеним животом, c праксом, c људима. Сгога сви његови радови убрзо излазе из умртвљеног облика једне лабораторијске и недокучне тековине. Он жели да социјализује науку, а нарочито оне, који на њој раде, a који су обично, врло затворени и у свом раду ограничени на најужи круг људи.
Мозак је за Форела, човек у човеку. Он је орган, a његова функција: душевна личност, поступци човека, из којих ниче цео културни живот. Споменули смо раније, да је Форел много радио на анатомији мозга. Али њега је нарочито занимао живот, физиологија мозга. У тој области Форел поставља необично важну теорију o психофизиолошком идентитету. Душа и мождана активност су једно исто. Душа није нека јединица, независна од тела. Монизам остаје за њега необорив, докле год се не докаже да има душе без мозга или живог мозга без душе. Због тога Форел свом својом енергијом настоји, да се психологија уврсти у ред природних наука, a да се нарочито ослободи злокобног утицаја који на психологију онако штетно и разорно врши метафизика и теологија.
Нико није јасније од Форела изнео, да су многобројне болести само неправилности можданих радњи и да се, као такве, не могу лечити и излечити материјалним леком, него душевним: хипнотизмом. Форелу припада, као што смо рекли, велика заслуга што је хипнотизам ушао у ред научних тековина.
Форелов научни рад на испитивању последица алкохолизма представља с друштвеног гледишта неоцењиву вредност. Научничкој способности Форел је придружио беспримерну љубав за све, што је добро и што осигурава бољи живот и напредак човечанства. Нико више и искреније не жели да ослободи човечанство алкохолног зла, у коме Форел гледа извор, најглавнији извор беде и дегенерације. Он не признаје умереност, већ апстиненцију сматра као једино до краја успешно средство у борби против алкохола. У тој области Форел јасно поставља појам бластофторије, која се састоји у тровању и пропадању заметних ћелија, наше клице.
Форел је о мравима написао преко 250 чланака и књига, Поред њихове географске поделе и класификације (одредио је око 3000 нових јединки), Форел је много радио на анатомији њихова мозга, усних делова итд. И код њих Форела највише занима њихов мозак, и нарочито њихова душа. Он верује, да инсекти мисле и то своје убеђење подупире много бројним огледима: њихови и сувише интелигентни поступци не могу се објаснити инстинктом, већ развијеном душом. На тај начин, постојала би непрекидна спона између животињске и човечје душе или тачније: међу вишег и нижег облика душе. По свему, Форел је дубљи од француског ентомолога Фабра, коме недостаје Форелов критицизам и дубока научничка анализа. Али главна превага се састоји у томе, што Форел ствари, проучене у мрављој психологији, присно везује за људску психологију, и на тај начин, баца нову светлост на многе доста сложене појаве у нашем друштву.
Као научник Форел несумњиво долази у највеће умове нашег доба. Необично развијене интелигенције, он има изванредну моћ асимилације, коју крунише гвоздена воља. Све, што је почео, свршавао је до краја и дубоко обрађивао, што је ретко, кад се човек бави разноврсним стварима. Не треба сметнути c ума, да је Форел доктор медицине, права и филозофије. Та разноврсност му је само помогла да избегне ускост видика и да једном везом повеже разне области науке. Његово потпуно развијено алтруистичко осећање топло је задахњивало свако ново откриће, сваки нови рад. Кроз психологију мрава види човека, кроз алкохолизам види његово зло, кроз проституцију његову несрећу, кроз ратове и погрешно законодавство његову необрађеност, кроз људски ум и кроз целу душу могућност поправке -једном речју, кроз цео живот и рад Форел види човека. Форел жели корисног човека, жели више социјално биће. Зато он остаје, несумњиво, један од највећих друштвених идеолога, које је земља понела.
Форел је, поред тога, изванредног научничког морала: он не познаје у том правцу личну корист. Свакад вољан да чује и поштује туђе мишљење, он је необично склон да попави своје. Никад не заборавља туђе заслуге, a нарочито никад их не присваја: увек наводи извор, одакле је црпео. За Форела истина је изнад свега. Његове филозофске и моралне идеје савршено су у складу c његовим научним радом. Он свугде остаје високо друштвена личност. У људској мисли највише га занима религија и морал. Према његову мишљењу, метафизика нема права, да се меша c науком, јер није у стању да буде извор нашег позитивног знања и да нам објасни и покаже оно, што је изнад наше природне моћи. Метафизику Форел замењује социологизмом. Форел је детерминиста и признаје оно што прима наука, не тражећи апсолутни почетак. Форел је мониста и верује у психо-физиолошки идентитет, не одвајајући душу од тела.
Природно је, да Форел на догме, теологију и хришћанска веровања гледа складно свом филозовском и моралном правцу. Цркву не признаје у оваквом облику и најжустрије брани морал од теолошког и црквеног утицаја. Теолози морају да се потчине науци и да одбаце све оно, што је недокучно и што је вештачки створено узнемиреном маштом грешних људи, који се боје казне. Морални карактер је врло низак код веровања, да ћемо на небу бити награђени за оно, што радимо на земљи. Рад на земљи не сме очекивати никакве награде, јер онда радимо за ту награду, што нас чини и сувише саможивим и ко ристољубивим створовима. Морал може да постоји независно од религије и високо морални људи могу бити највећи безбожници.
Форел апостолски проповеда и лично испуњује своју религију друштвеног добра, чију примену олакшава наука и наш лични напор да савладамо зло у себи и ван себе. Не треба призивати у помоћ никакву натприродну силу, него једино рад и способност рада. Поправку света не смемо очекивати од неког божанства, него само од себе самих. Његово је јеванђеље јеванђеље рада. Много би места узело да на овом месту изнесемо његову Молитву, срж целе његове друштвене религије као и његове 33 моралне заповести. „Његов независан морал оснива се на психолошкој социологији, то ће рећи: релативан је, не прима апсолутну слободу, ни религијске предрасуде o грешности полног живота, управљен је сав на добро нашег потомства, за које смо одговорни, бави се само овим светом“.
Поред реформе религије и морала, Форел тражи реформу школе и васпитања, како би се створила могућност да дете, у место што учи на памет често непотребне ствари, слободно развије своју вољу, ум и осећање. Одушевљено предлаже и приказује покрет за новом школом („Landerziehungsheime“). Форел тражи реформу правосуђа и законодавства. Он устаје против оваквог облика казне, при чијем се изрицању не води рачуна о људској природи, психологији, него o некој апсолутној одговорности, коју не признаје. Циљ би судских поступака био да заштити друштво од опасних личности и од узрока, који те личности стварају опасним. Осим тога у реформисаном законодавству тражи признање потпуне еманципације и равноправности жене.
Форел тражи реформу у политичкој економији, где треба увести место заштите и штедње мртвих ствари (новца, руда, шума, индустрије итд.) заштиту и штедњу живих бића, људи. Треба појам блага и богатства окренути више живој снази, живом човеку. Форел хоће реформу медицине помоћу већег развоја расне хигијене и еугенике, укидајући индивидуално, појединачно лечење. Форел проглашава реформу полног питања као животну погодбу, као битну околност људске поправке. Полни нагон је моралан, чист и поштен. Полни чин узвишена и света радња, коју треба добро познавати. Ванбрачна деца имају подједнако право на живот као и брачна. Он тражи рани брак свих младих и здравих људи. Ради спречавања дегенерације најенергичније захтева регулисање трудноће, а нарочито забрану трудноће код родитеља, неспособних за здрав пород због болести или какве рђаве навике (алкохолизма). Форел изрично захтева престанак ратова и Лигу Народа. Живо представља морал милитаризма, у ком се никад не може да пронађе кривац рата: проводи се драгоцено време у оптуживању другог, a у прању своје личности.
Форел проповеда не само економски, него интегрални социјализам. Форел износи реформу целог друштва и поставља основу за ново друштво. За то Форел c пуним правом, мислим, заслужује име једног од највећих друштвених реформатора. Ако Форел води велики број људи за собом то није из амбиције, да се буде вођа, него због стварне потребе једног буђења из овог стања, које све више понире у кал, a које и њега искрено тишти. Форел не показује само пут, него и он лично иде њиме, готов да заједно са осталим жртвује много од самог себе, како би се остварио високи друштвени идеал, за који се тако неуморно бори целог свог живота. У тој борби, која на првом месту тражи победу над саможивим нагонима, Форел је, збиља, у стању, да нам, својом неизмерном и топлом љубављу за човечанство, открави и загреје наше замрзле саможиве душе.